# Þrúðheimr
Nella mitologia norrena, Þrúðheimr (Thrúdheim o Thrudheim), che significa "Mondo di forza" in lingua norrena, è la casa di Thor secondo il poema eddico intitolato Grímnismál . Ma nel Gylfaginning 21, 47 e nello Skáldskaparmál 17 di Snorri Sturluson, oltre alla Ynglinga saga , il nome della casa di Thor sarebbe Þrúðvangr o Þrúðvangar. Þrúðheimr viene comunque citata nell'Edda di Snorri, ma nel prologo. In questa storia evemerizzata, si dice che Tror, "che noi chiamiamo Thor", conquistò il regno di Tracia, "che noi chiamiamo Þrúðheimr".